# Década de 1250 a.C.

## Eventos
- 1255 a.C.: Kadašman-Enlil II é sucedido por Kudur-Enlil como rei da Babilônia.[1]
- 1252 a.C.: Os israelitas pecam de novo, e são entregues aos midianitas. Esta quarta opressão dura sete anos.[2]